# El regal (Star Trek: Voyager)
"El regal" (títol original en anglès "The Gift") és el segon episodi de la quarta temporada,  i el 70è del total de la sèrie de televisió de ciència-ficció estatunidenca Star Trek: Voyager. El guió fou escrit per Joe Menosky, i fou dirigit per  Anson Williams. Fou emès a la televisió el 10 de setembre de 1997 a la cadena UPN. L'episodi marca la transició de Kes, interpretada per Jennifer Lien, fora del repartiment principal de la sèrie, i integra la seva substituta, Set de Nou, interpretada per Jeri Ryan, al conjunt.
Ambientada al segle XXIV, la sèrie segueix les aventures de la tripulació de la Flota Estel·lar i els Maquis de la nau estel·lar USS Voyager després de quedar encallats al Quadrant Delta a desenes de milers d’anys llum de distància de la resta de la Federació. En aquest episodi, la Voyager ha escapat per poc de ser capturada per la ment rusc alienígena coneguda com a col·lectiu Borg, i en fer-ho ha separat un dels seus drons de la consciència col·lectiva. Mentrestant, els creixents poders telepàtics de la Kes es tornen cada cop més perillosos per a la Voyager, i decideix abandonar la nau per protegir-la.
L'episodi marca l'última aparició de la Kes fins a una aparició com a convidada a l'episodi "Fury" a la sisena temporada

## Argument
Després dels esdeveniments de "L'escorpí", la Voyager encara no funciona amb la propulsió de curvatura i està infestada de tecnologia Borg. Set de Nou, el dron Borg que s'ha salvat de la destrucció del seu cub, veu tallada la seva connexió amb el col·lectiu Borg. El seu cos comença a rebutjar la tecnologia Borg. El Doctor ha d'extreure la majoria dels seus implants Borg per poder recuperar-se. Durant l'operació, comença a tenir una convulsió, causada per un implant al cervell. La Kes utilitza les seves habilitats telepàtiques, cada cop més poderoses, per desactivar l'implant i aturar la convulsió.
Set de Nou no està acostumada a ser un individu i exigeix repetidament ser retornada al Col·lectiu. La capitana Janeway s'hi nega i li demana que l'ajudi a eliminar la tecnologia Borg dels sistemes de la Voyager. Treballant en les reparacions, Set veu un transmissor i intenta enviar un missatge als Borg. La Kes, meditant amb Tuvok per intentar controlar els seus poders telepàtics, sent que alguna cosa va malament i utilitza les seves habilitats per crear una sobrecàrrega elèctrica que inhabilita Set. Set és portada a una cel·la, on té una llarga conversa amb Janeway sobre la seva separació del Col·lectiu. Janeway porta a Set de Nou informació sobre el seu passat: abans de l'assimilació, era una noia humana anomenada Annika Hansen. La nova informació la fa enfurir i el seu desig de tornar als Borg roman inalterat.
Mentrestant, la Kes i el seu examant Neelix parlen del seu passat. Ella demostra els seus nous poders; Neelix està ferit quan la taula on seuen comença a canviar. La integritat estructural de la nau comença a desestabilitzar-se, igual que el cos de la Kes. El Doctor no pot explicar aquesta reacció; només sap que els seus poders s'han de suprimir o podria morir. Kes li diu a Janeway que ha decidit deixar la "Voyager" per no posar en perill la nau. Puja a una llançadora i posa certa distància entre ella i la "Voyager". A mesura que la seva estructura atòmica es desestabilitza, contacta amb la "Voyager" i els diu que està a punt de fer-los un regal. La nau es precipita per l'espai, acabant sana i estalvia més enllà de l'espai Borg i deu anys més a prop de casa.
El Doctor completa l'extracció de la majoria dels implants Borg de Set, restaurant en gran part el seu aspecte humà original; també estimula el recreixement del seu cabell i li posa un vestit platejat ajustat. Set expressa satisfacció amb el seu nou aspecte. Janeway li diu que podrà moure's per la nau un cop demostri que es pot confiar en ella. Abans que Janeway marxi, Set li diu que el seu color preferit era el vermell, responent a una pregunta que Janeway li va fer abans sobre quan Set era una nena petita.

## Recepció
El 2017, Netflix va anunciar que "El regal" era un dels sis episodis de Star Trek: Voyager. entre els deu episodis de la franquícia Star Trek més revisats del seu servei de streaming, basat en dades des que la franquícia es va afegir a Netflix el 2011.
El 2019, Newsweek va recomanar aquest episodi com a visionat suggerit per preparar-se per a la propera sèrie Star Trek: Picard, en què també apareix Set de Nou, per familiaritzar els espectadors amb els antecedents del personatge.
El 2022, SyFy Wire recomana "El regal" com un dels 12 episodis "essencials" de Set de Nou de la franquícia ajuntat amb els dos episodis immediatament anteriors, "L'escorpí" (comptat per ells com un sol episodi), que la va introduir a espectadors.

## Llançaments
El 2017, la sèrie de televisió Star Trek: Voyager es va publicar en una caixa recopilatòria de DVD amb característiques especials.